# Esquadrão 3 da RAF

Emblema do Esquadrão 3 da RAF.

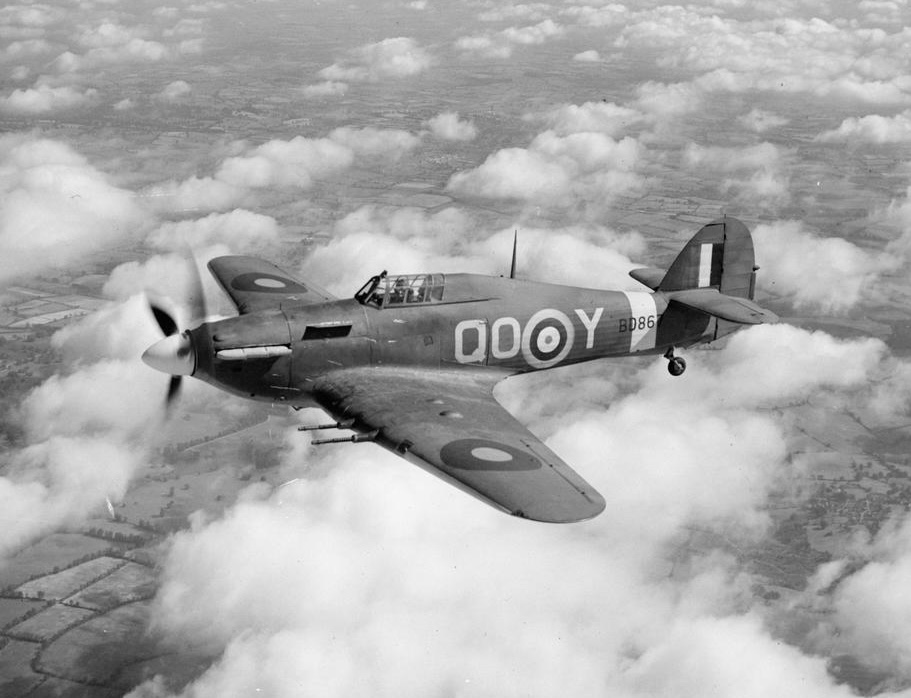
Um Hurricane IIC do Esquadrão 3 da RAF.

O Esquadrão 3 da RAF, atualmente em operação. Foi formado em 13 de Maio de 1912, é um dos três esquadrões fundadores do Royal Flying Corps.
Em 5 de Julho de 1912 , dois membros do esquadrão: o capitão Eustace Loraine e o sargento R. H. V. Wilson foram mortos devido a queda do seu avião durante um treinamento, fazendo deles as primeiras fatalidades do RFC.
Em 1913, o Esquadrão No. 3 se instalou em Halton, Buckinghamshire para dar suporte às manobras terrestres da Household Division. Um aeroporto temporário foi preparado no que mais tarde seria conhecido como RAF Halton. Durante o exercício, o Esquadrão No. 3 executou manobras de reconhecimento e protagonizou o primeiro confronto entre um dirigível e um avião.
Atualmente o Esquadrão No. 3 opera o Typhoon F2, FGR4 e T3 a partir de RAF Coningsby em Lincolnshire.